# Едуардо Кон
Едуардо Кон — доцент кафедри антропології в Університеті Макгілла та лауреат премії Грегорі Бейтсона 2014 року. Найбільш відомий завдяки книзі «Як думають ліси».

## Робота
Книга Едуардо Кона 2013 року «Як думають ліси» була описана професоркою антропології Кембриджа Мерилін Стразерн як «розумовий стрибок в найбільш творчому сенсі» та «найвищий артефакт людської майстерності в символічному мисленні». Робота спирається на чотири роки етнографічної польової роботи з племенем Руна у Верхній Амазонці, щоб поставити під сумнів найосновніші припущення антропологічної думки. Використовуючи семіотичну теорію Чарльза Сандерса Пірса, Кон припускає, що всі форми життя, а не лише люди, беруть участь у процесах позначення, і тому їх слід вважати здатними мислити та навчатися. Стверджуючи, що самість не належить виключно людям, Кон пропонує, що будь-яку сутність, яка спілкується за допомогою використання знаків, можна вважати самістю, що призводить до складної «екології себе», частиною якої є як люди, так і інші істоти. Робота Кона спирається на зростаючу кількість літератури таких авторів, як Бруно Латур, Донна Гаравей та Едуарду Вівейруш де Кастро, яка прагне вивести соціальні науки за межі суто людських стосунків.
«Як ліси думають» критикували за використання дуже слабкого визначення терміна «мислення»: «За таким визначенням можна сказати, що думають багато речей. Однак це не революційне відкриття; це просто семантичний зсув, що створює ілюзію новизни». Крім того, було стверджено, що слабке визначення Кона мислення не пояснює явища антропоморфізму та анімізму, які обговорювали Філіп Дескола та інші.
У 2014 році журнал HAU включив цілий розділ на основі книжкового симпозіуму про те, як думають ліси, включаючи внески Бруно Латура та Філіпа Дескола.

## Публікації
- Подальші думки про мислення Сільвана в Hau vol. 4 № 2 (2014)
- How Forests Think: Towards an Anthropology Beyond the Human («Як думають ліси: до антропології за межами людини»), University of California Press (2013)
- «Як собаки мріють: амазонська природа та політика трансвидових залучень» в American Ethnologist, Vol. 34, № 1, стор. 3–24 (2007)

## Подальше читання
- «Антиноміналістична книга»: Едуардо Кон про те, як думають ліси
- Едуардо Кон «Як думають ліси: до антропології за межами людини», Фредерік Кек
- The Way Life Thinks Барбара Дж. Кінг для літературного додатку Times